# Biston comitata
Biston comitata là một loài bướm đêm trong họ Geometridae.